# Антиимпериализм
Антиимпериали́зм — термин, применимый к той или иной форме оппозиционного империализму и неоимпериализму движения. Антиимпериализм выступает против завоевательных войн, особенно против завоеваний народов с иным языком и культурой. Антиимпериалистами можно считать, таким образом, республиканских сенаторов в Римской империи или членов Антиимпериалистической лиги США, выступавших против оккупации Филиппин во время испано-американской войны.
Как самостоятельное политическое движение антиимпериализм возник в Европе в конце XIX и в начале XX веков, как реакция на расширение европейских колониальных империй и захват Филиппин Соединенными Штатами. Но наивысшей народной поддержкой антиимпериализм пользовался в самих колониях, где он стал основой формирования различных национально-освободительных движений с середины XX века. Эти движения и их антиимпериалистические идеи сыграли главную роль в процессе деколонизации 1950-х и 60-х годов, в результате которой большинство колониальных стран в Азии и Африке стали независимыми.
Вскоре после этого, с началом процесса глобализации, многие антиимпериалисты стали рассматривать последнюю как новую форму империализма, устанавливающего своё господство путём экономического принуждения, а не прямого военного захвата. Поэтому антиимпериалисты поставили себе задачу противостоять глобализации и дали начало движению антиглобализма. В плане проблемы милитаризации антиимпериалисты считают своим главным врагом так называемую «Американскую империю», особенно после американского вторжения в Ирак в 2003 году.
Для антиимпериализма характерно наличие специфической политико-экономической программы, в 1970-е годы известной также как программа национального освобождения со следующими принципами:
- независимость, суверенность и самоопределение нации;
- борьба с колониализмом и неоколониализмом;
- Земельная реформа;
- индустриализация;
- развитие внутреннего рынка;
- борьба с транснациональными компаниями или контроль над ними; национализация основных секторов экономики; государственные предприятия, государственное экономическое вмешательство и регулируемые рынки;
- критика деятельности МВФ и Всемирного банка.

## Возникновение
Изначально термин «антиимпериализм» возник в США во время испано-американской войны. Антиимпериалистическая Лига Соединенных Штатов была основана в Бостоне в 1898 г. писателем Марком Твеном после аннексии Соединенными Штатами Филиппин. Первоначально целью Лиги было противодействие деятельности США в войне против Кубы, длившейся до 1921 г. Твен говорил о себе:
«Я антиимпериалист и всегда буду против попыток имперского орла запустить свои когти в другую страну».
Антиимпериалисты были против территориальных завоеваний, так как считали, что это является нарушением Конституции. Фред Харрингтон писал в своей статье в историческом журнале «Миссисипи Вэлли» в 1935 г.: «антиимпериалисты против экспансии не по коммерческим, религиозным, конституционным или гуманитарным причинам, но потому, что они считают империалистическую политику противоречащей политическим доктринам Декларации независимости, прощальному посланию Вашингтона и геттисбергскому посланию Линкольна».
Антиимпериалистами считали себя также некоторые влиятельные буржуазные политики в США, боявшиеся смещения экономических приоритетов за пределы страны, что противоречит экономическим интересам США (изоляционисты).
Кубинец Хосе Марти считается первым мыслителем, сформулировавшим теоретические основы антиимпериализма в Латинской Америке. Это произошло во время войны за независимость от Испании, совпавшее с возникновением новых форм господства, практикуемых Соединенными Штатами, что послужило установлению связи между антиимпериализмом и антисевероамериканскими настроениями. Хосе Марти развивал идею «Нашей Америки», противостоящей «Англосаксонской Америке», и говорил:
«Чем больше народы Латинской Америки будут отдаляться от Соединенных Штатов, тем более свободными и процветающими они станут».
В 1902 г. в свет вышла книга Джона А. Гобсона «Империализм: исследование», а в 1916 г. очерк Ленина «Империализм как высшая стадия капитализма», который открыл всему миру глаза на проблему империализма. Учение об антиимпериализме уделяет особое внимание понятию «национальный вопрос» и необходимости гарантировать народам возможность суверенного развития посредством права на самоопределение.
В Германии для СДПГ до начала Первой мировой войны были характерны антиимпериалистические высказывания против колониальной политики немецкой империи (немецкими колониями тогда были нынешние Того, Намибия, Танзания и Самоа). После голосования немецких социал-демократов за военные кредиты для Германии в 1914 г. и последующему распаду Второго Интернационала на национальные рабочие движения, некоторые из которых поддерживали военную политику своих правительств, антиимпериализм стал терять своё влияние.
В 1918 г. в Кордобе (Аргентина) возникло студенческое движение за реформу высшего образования, давшее импульс антиимпериалистическим настроениям во всей Латинской Америке и ставшее важным источником развития этой концепции в течение многих поколений. В 1920 г. Федерация вузов Аргентины выпустила манифест под названием «Осуждение империализма».
Постоянное вмешательство США во внутренние дела латиноамериканских стран с целью подавления народных движений и поддержки диктатур также оказало сильное влияние на распространение антиимпериалистических настроений. Борьба против североамериканских войск, вторгшихся в Никарагуа для подавления крестьянского восстания Аугусто Сандино в 1927-28 гг., стало для всей Латинской Америки символом антимпериализма.
К концу 1920-х гг. термин «антиимпериализм» стал уже вполне привычным. В 1925 г. Коминтерн создал Антиимпериалистическую лигу Америк, а в 1927 г. - всемирную Антиимпериалистическую лигу, разделенную на национальные секции. В 1928 г. перуанец Хосе Карлос Мариатеги выступил с докладом «Антиимпериалистическая точка зрения» в Буэнос-Айресе. В том же году другой перуанец, Виктор Рауль Айя де ла Торре, подробно изложил концепцию «дела антиимпериализма» в своем документе «Университетская реформа».

## Теория зависимости
В 1930-е годах группа учёных, среди которых можно особо выделить Серхио Багу (исп. Sergio Bagú), начали исследовать природу европейского колониализма и причины отсталости латиноамериканских народов, что дало начало «теории зависимости», окончательно сформировавшейся в 1950-е гг. в работах экономистов и социологов CEPAL (Рауль Пребиш, Селсу Фуртаду, Фернанду Энрике Кардозу, Теотониу душ Сантуш и др.). Теория зависимости дала солидный фундамент для антиимпериалистической мысли, показав, что классические теории об экономическом развитии, основывающиеся на идее последовательного развития, неверны, и что система международного разделения труда стимулирует промышленное развитие в развитых странах, а большинство остальных стран обрекая на роль поставщиков сырья и как следствие ухудшая их экономическое положение за счёт экспорта своих богатств в богатые страны при невыгодных для бедных стран условиях взаимообмена. Принципы этой теории объясняют отношение между развитием стран севера и отсутствие развития стран юга, а также механизмы осуществления контроля транснациональных корпораций при поддержке своих государств над бедными странами. Эта теория имеет недостаток: она в своих предложениях по решению проблем в развитии стран ограничивается сферой рынка.

## Марксизм-ленинизм и антиимпериализм
Мы должны помнить, что империализм – это мировая система, последняя стадия капитализма, и она должна быть побеждена мировым сопротивлением. Стратегическим окончанием этой борьбы должно быть уничтожение империализма. Мы, эксплуатируемые и угнетенные всего мира, должны уничтожить саму основу существования империализма: рабское положение наших наций, откуда они извлекают капиталы, сырье, специалистов и дешевую рабсилу, и куда они вкладывают новые капиталы – орудия господства – оружие и все виды товаров, повергая нас в абсолютную зависимость.
Че Гевара, "Послание к трем континентам", 1967
Существуют различные теории империализма, которые надо различать для правильного употребления термина «антиимпериализм»:
1. Империализм как расширение политического господства какой-либо страны за пределами её политических границ. В рамках этой теории империализм стал терять своё значение после Первой мировой войны, когда Германия потеряла свои колонии, Советская Россия встала на путь антиимпериализма, а бывшие страны Антанты (в первую очередь Франция и Великобритания) перешли в своей колониальной политике к капиталистическим приоритетам, в отличие от бывшей пропаганды национального престижа. В этих государствах антиимпериализм приобрел также антикапиталистическую форму.
2. Ленинская теория империализма определяет его как присущую капитализму ступень развития. В этом случае империализм видит конец своего существования лишь после отмирания капиталистической системы хозяйствования.
3. Немарксистская теория империализма отождествляет его с колониализмом и делает различие между формальным господством (англ. formal empire) и неформальным господством (англ. informal empire). По этой теории Куба с 1902 г. по 1959 г. формально не являлась американской колонией, но находилась под неформальным господством США.
Карл Маркс никогда не писал об империализме, но он описывал в «Капитале» колониализм как исторический аспект капиталистического способа производства. Используя гегельянскую диалектику, Маркс предсказал появление монополистического капитализма в своей работе «Нищета философии» (1847 г.). Ленин давал определение империализма как «высшей стадии капитализма», эры, когда монопольный финансовый капитал становится доминирующим, заставляя нации и корпорации соревноваться в гонке за контроль над ресурсами и рынками сбыта во всем мире. Ленинская теория была с тех пор принята большинством марксистов. Марксистско-ленинское понимание империализма (а также близкие ему концепции типа «теории зависимости») исходит в большей степени из экономического, а не военного или политического господства (хотя все они связаны между собой) одних стран над другими. Т.о., марксистская концепция отличается от вульгарного понимания империализма как прямого контроля над огромными колониальными или неоколониальными империями.
После того, как из социалистических и социал-демократических рабочих партий возникли коммунистические партии, отвергающие «империалистическую мировую войну», понятие «антиимпериализм» стало прочно связываться с марксистско-ленинской теорией империализма. Империализм рассматривается этой теорией не как отдельное явление (как в буржуазном антиимпериализме), а как существенный элемент капиталистического общества на монопольно-капиталистической и государственно-монопольно-капиталистической ступени своего развития. Т.о. он связан не с отдельными государствами, а со всей общественной системой. Ленин в своей работе «Империализм как высшая стадия капитализма» писал, что для империализма характерны 5 основных признаков:
1) Концентрация производства и капитала привела к созданию национальных и транснациональных корпораций — не так, как это понимается в либеральной экономике, а как фактическая власть над огромными рынками — в то время как «свободная конкуренция» остается ограниченной на локальных рынках.
Свободная конкуренция есть основное свойство капитализма и товарного производства вообще; монополия есть прямая противоположность свободной конкуренции, но эта последняя на наших глазах стала превращаться в монополию, создавая крупное производство, вытесняя мелкое, заменяя крупное крупнейшим, доводя концентрацию производства и капитала до того, что из него вырастала и вырастает монополия: картели, синдикаты, тресты, сливающийся с ними капитал какого-нибудь десятка ворочающих миллиардами банков. И в то же время монополии, вырастая из свободной конкуренции, не устраняют её, а существуют над ней и рядом с ней, порождая этим ряд особенно крутых и острых противоречий, трений, конфликтов. Монополия есть переход от капитала к более высокому строю.
("Империализм, как высшая стадия капитализма", гл. VII)
(В соответствии с марксовой теорией стоимости Ленин рассматривал монопольный капитал подверженным тенденции уменьшения прибыли при возрастании отношения постоянного капитала к переменному. По Марксу, только живой труд (переменный капитал) создает прибыль в форме прибавочной стоимости. Когда отношение прибавочной стоимости к сумме постоянного и переменного капиталов уменьшается, то уменьшается и величина прибыли вложенного капитала.)
2) Промышленный капитал как господствующая форма капитала заменяется финансовым капиталом (как это описывал в своем главном труде «Финансовый капитал» Александр Журавлев) и становится все более от него зависимым.
3) Экспорт упомянутого финансового капитала начинает преобладать над экспортом товаров.
4) Происходит экономический раздел мира между транснациональными корпорациями и образование международных картелей.
5) Политический раздел мира великими державами, при котором перемещение финансового капитала передовыми капиталистическими промышленными странами в свои колониальные владения позволяет им эксплуатировать ресурсы колоний и выгодно вкладывать в них деньги. Такая сверхэксплуатация бедных стран позволяет передовым капиталистическим промышленным странам обеспечить благосостояние хотя бы для части своего рабочего класса, повысив его уровень жизни (см. также рабочая аристократия; глобализация).
По этим причинам Ленин считал, что пролетарская революция не произойдет в развитых капиталистических странах, пока глобальная система империализма остается в своем прежнем виде. Поэтому он полагал, что первая пролетарская революция случится в какой-либо малоразвитой стране, и уделял исключительно большое внимание борьба против империализма.
Для империализма характерны следующие элементы:
— колониализм как средство расширения рынков сырья и сбыта;
— национализм как внутриполитическое оправдание империализма;
— расизм как квазинаучное оправдание «полноценности» империалистических государств;
— фашизм как крайне агрессивная форма империализма.
Поэтому антиколониализм, интернационализм, антирасизм и антифашизм можно считать разновидностями антиимпериализма и антикапитализма.
Война обычно считается методом расширения сферы империалистических интересов, поэтому марксисты рассматривают антимилитаризм и оппозицию «капиталистическим войнам» как составную часть антиимпериализма. Отношения марксистов и других леворадикальных групп с антивоенными движениями часто побуждают их убедить других активистов перейти от пацифизма к антиимпериализму и антимилитаризму, то есть от простого осуждения войны к осуждению экономической системы, являющейся источником войн.
Советский Союз, заявлявший о своей верности принципам марксизма, претендовал на звание главного врага империализма и поддерживал многие национально-освободительные движения в Третьем мире. 
Термин «антиимпериализм» сегодня обычно используется марксистами и теми, кто разделяет близкие марксизму идеи (антикапитализм, классовый анализ общества). Но многие другие, подпадающие под определение антиимпериалистов, предпочитают использовать другую терминологию.

## Антиколониализм
Многие национально-освободительные движения, направленные против колониализма, зародились уже после Первой мировой войны и связанного с ней потрясением всего миропорядка. Многие из основателей национально-освободительных движений вошли в контакт с мировым коммунистическим движением (Коминтерн), например, вьетнамец Хо Ши Мин и аргентинец Эрнесто Че Гевара, и рассматривали себя как часть мирового антиимпериалистического движения.
После Второй мировой войны возникла новая волна антиколониального движения почти во всех колониальных странах. В начале своего развития они нуждались в идеологической и политической поддержке и нашли её в марксистско-ленинской теории империализма. Кроме политической поддержки решающую роль в процессе развития бывших колоний играла материальная помощь стран «антиимпериалистического лагеря» в атмосфере холодной войны, начавшейся в 1950-е гг. Из числа стран, заручившихся такой поддержкой, можно назвать следующие:
— бывшая французская колония Вьетнам
— зависевшие от США Куба, Никарагуа и Чили
— бывшая французская колония Алжир
— бывшие португальские колонии Ангола, Гвинея-Бисау и Мозамбик.
Причины подъёма национально-освободительных движений после Второй мировой войны:
1. Во время войны миллионы мужчин и женщин из колоний участвовали в военных действиях восточных союзников, сражаясь за независимость и свободу своих метрополий. В одной только Индии более 2,5 миллионов человек было призвано в армию. После войны становилось все труднее убедить этих людей в том, что страны-метрополии заслуживают независимость, а колонии — нет.
2. Многие из этих солдат принимали участие в боевых действиях и лично испытали на себе, что устоявшееся мнение о непобедимости «белого человека» было мифом.
3. В конце войны колониальные державы были истощены не только материально, но и морально. Идеология колониализма находила все меньшую поддержку как среди европейской интеллигенции, так и в общественном мнении. В то же время была образована Организация Объединённых Наций, объявившая в своей основополагающей хартии о своей цели «развивать между нациями дружеские отношения, основанные на уважении принципов равенства прав и праве наций на самоопределение». Это положение, равно как и факт физического истощения после войны, заставило колониальные державы пересмотреть свои отношения с колониями, либо предоставив им полную независимость, либо основав новые посреднические организации типа британского Содружества наций или Французского Союза.
Одно время казалось, что конец колониализма будет рациональным мирным процессом. Эту надежду питали два события: обретение Индией независимости в 1947 г. и конец режима протектората в Индокитае в 1946 г. Но неуступчивость европейских держав, надеявшихся на иной исход или отказывавшихся признавать право на независимость их колоний, кроме случаев, когда его нельзя было не признать, привела к тому, что власть этих стран над колониями продолжалась посредством политики неоколониализма. Надежды колоний на независимость не сбылись, и этот период кончился установлением британского протектората над Египтом в 1954 году и началом войны в Алжире (1954 г.).
Все это послужило началом мировой волны борьбы за независимость в Азии и Африке с 1940-х по 70-е гг.. Из числа наиболее известных войн за независимость тех лет можно назвать войны во Вьетнаме, Индонезии, Алжире, Анголе, Конго, Кении и др. Националистические лидеры этих государств — Джавахарлал Неру в Индии, Хо Ши Мин во Вьетнаме, Джулиус Ньерере в Танзании, Франц Фанон в Алжире, Патрис Лумумба в Конго, Сукарно в Индонезии, Кеннет Каунда в Замбии — создали собственные концепции антиимпериализма, известные во всем мире.
В то же время в Латинской Америке политические силы, ориентированные на развитие социальных преобразований, разработали программы «национального освобождения», носящие явно антиимпериалистический характер. Из них наиболее известны «Десять лет весны» Гватемалы (1944-54 гг.) под руководством Хуана Хосе Аревало и Хакобо Арбенса, Боливийская революция в 1952 г., руководимая Националистическим революционным движением (исп. Movimiento Nacionalista Revolucionario), Кубинская революция 1958-59 гг. и её лидеры Фидель Кастро и Эрнесто Че Гевара, Панамская революция 1968-81 гг., под руководством Омара Торрихоса, демократическое правительство социалиста Сальвадора Альенде в Чили (1970-73 гг.) и Никарагуанская революция (1979 г.), возглавляемая Сандинистским фронтом национального освобождения. 
Эти процессы национального освобождения повлияли на создание концепции третьего мира как активной международной силы, стремящейся к независимости от обоих блоков, участвовавших в холодной войне. Антиимпериализм составляет одну из основ идеологии третьего мира.

## Антиимпериализм после окончания холодной войны
С самого начала распада Восточного блока во многих новых возникших государствах третьего мира был характерен отказ от антиимпериалистических позиций.
В новейшее время наблюдаются новые антиимпериалистические тенденции в Венесуэле под руководством Уго Чавеса, направленные прежде всего против внешней политики США и имеющие целью освободить Латинскую Америку («задний двор Соединенных Штатов») от влияния США.
Движение сапатистов в южномексиканском штате Чьяпас стало мировым символом антиглобализма, а субкоманданте Маркос — одним из современных революционных героев.

## Критика глобализации
Несмотря на то, что термин «глобализация» с неолиберальной точки зрения подразумевает экономическое выравнивание в рамках нового мирового порядка и отказ от национально-государственной модели развития 19-го века, критики глобализации часто используют этот термин как синоним империализма, противореча марксистско-ленинскому пониманию антиимпериализма.
С середины 1990-х гг., после распада СССР и Восточного блока и расширения международных рынков, особенно рынков капиталов в ходе глобализации, капитализм, а вместе с ним и империализм стали более агрессивными и в то же время более субтильными по сравнению с предыдущими этапами развития. С одной стороны, экономические отношения между странами стали более взаимозависимыми. С другой стороны, гегемония неолиберальной модели развития в 1990-х гг. и реализация норм Вашингтонского консенсуса дали начало волне приватизации государственных предприятий, а также устранению государства от своей роли рыночного регулятора. Это оказало воздействие на антиимпериалистическую политику во многих странах третьего мира, в большой степени зависимых от государственных предприятий и вмешательства государства в экономику.
После того, как распался СССР, а США остались единственной сверхдержавой, новая американская внешняя политика, политика безопасности и обороны интерпретируется некоторыми критиками (Фрэнк Депп (англ. Frank Deppe) и др.) как «неоимпериалистическая».
Международное организованное движение критики глобализации пытается разработать новые концепции и стратегии антиимпериализма. При этом антиимпериалисты все более сталкиваются с проблемой анонимности их противников, когда последними становятся не конкретные империалистические страны-колонизаторы, а транснациональные компании и банки.
Глобализация позволила воплотить в реальность идейные основы антиимпериализма. С одной стороны, такие политические движения, как кубинский кастризм, социализм Уго Чавеса в Венесуэле и Эво Моралеса в Боливии свидетельствуют об осуществимости антиимпериалистической теории на практике и представляют саму глобализацию как империалистическое явление, не оказывающего существенного влияние на постулаты антиимпериализма. С другой стороны, такие политические движения, как Партия трудящихся Лулы да Силвы в Бразилии, «Широкий фронт» в Уругвае, левый перонизм Киршнера в Аргентине, а также победа сандинистов на выборах в Никарагуа в 2006 г. имеют тенденцию к пересмотру идеи антиимпериализма в контексте глобализации, сохранив его основные принципы (национальная автономия, индустриализация, роль государства, внутренний рынок), но сделав его более соответствующим условиям современного мира с их сложностью и взаимозависимостью, а также учитывая необходимость интеграции в различные блоки и союзы.

## Постколониализм, постмодернизм и антиимпериализм
Обычно постмодернисты оспаривают мнение о том, что империализм имеет изначально экономическую природу, и большее внимание уделяют культурной и социальной эксплуатации. С появлением постмодернизма в континентальной Европе в середине 20-го в. его последователи подчеркивали плюралистическую природу общества, проявляющуюся в процессе движения людей от индустриальной зависимости к обладанию экономическим и социальным статусом. Постмодернисты пропагандируют «уважение к различиям», присущим всем людям и часто подвергающимся регулированию свыше. Они считают, что антиимпериализм должен защищать недоминантные культуры и недоминантные экономические интересы.
Постколониализм часто ассоциируется с постмодернистским антиимпериализмом. Сам постколониализм имеет своим началом европейский национализм, который в 19-м в. являлся стимулом развития таких держав, как Великобритания, Франция и Дания. После освобождения от империализма сильное чувство национализма новых независимых государств с их специфическими экономическими, политическими и культурными условиями формировало соответствующую антиколониальную политику этих стран, имеющую часто антизападный и про-социалистический уклон. Упоминание о своем постколониальном характере развития и политическом росте было популярным в развивающихся странах и часто использовалось учёными как альтернативная точка зрения евроцентристским политическим теориям.
Наиболее известными авторами постколониального направления являются Эдвард Саид и Гаятри Спивак (англ. Gayatri Spivak). Из постмодернистов, являющихся по сути антиимпериалистами, известны Джудит Батлер (англ. Judith Butler) и Джеймс Дер Дериан (англ. James Der Derian).
Сторонники концепции «устойчивого развития», близких ей дисциплин типа антропологии и экологии, а также лингвистики тоже, по сути, противостоят империализму, так как он нарушает принцип разнообразия — культурного и биологического, являющегося важным фактором выживания человека на планете. Империализм нарушает естественные процессы эволюции и адаптации и снижает энтропию систем, что ведет к коллапсу цивилизации и массовым потерям. Некоторые дисциплины также обратились к изучению империализма для понимания природы современных явлений.
К известным организациям и защитникам культурного и биологического разнообразия от влияния империализма относятся: «Культурное выживание» (англ. Cultural Survival), Международный союз за сохранение природы (англ. International Union for Conservation of Nature), Терралингва (англ. Terralingua), а также учёные Майкл Кросс (англ. Michael Krauss), Джозеф Тэйнтер (англ. Joseph Tainter) и Дэвид Лемперт (англ. David Lempert).

## Феминизм и антиимпериализм
Феминистские теории международных отношений часто можно классифицировать как антиимпериалистические. Они находят разного рода связи между сексизмом или патриархатом и войной и господством, например: связь между идеей мужественности и тягой к войне; противопоставление «наших» «не нашим», основывающееся на западном сексистском восприятии мужского и женского и расистском, колониалистском восприятии нации-государства и чужаков; установление причины неспособности госчиновников мирно урегулировать конфликты или навязывание идеологии, высмеивающей «женские» качества любви, сострадания и уступчивости. В этой области наиболее известны писатели Дж. Энн Тикнер (англ. J. Ann Tickner) и Синтия Энлоу (англ. Cynthia Enloe). Белл хукс также исследует эту философию, особенно в отношении к жизни и стереотипам чернокожих мужчин.

## «Правый антиимпериализм»
Есть четкое различие между «правым антиимпериализмом» в экономически развитых странах и «правым антиимпериализмом» в странах, являющимися их более слабыми клиентами или оппонентами. Причиной этого является то, что большинство правых противников империализма идеологически привязаны к своей нации или народу.
Современные течения «правого антиимпериализма» можно разделить на две группы: либертарианство (Джастин Раймондо, англ. Justin Raimondo и Рон Пол, англ. Ron Paul) и палеоконсерватизм (Эндрю Бацевич, англ. Andrew Bacevich и Патрик Бьюкенен). Отличие второго от первого заключается в его связи с социальным консерватизмом. Обе группы имеют наибольшее влияние в США, и обе считают империализм не лучшим решением как для государственных интересов, так и для истинных традиций страны, но спускающего страну в изоляционизм.